# التشريع في العراق القديم

التشريعات والقوانين في العراق القديم
ان القانون والحكم ينزل من السماء وهذا الاعتقاد الذي تحول إلى نظرية للحكم استمرت حتى عصور متأخرة في حكم مناطق وبلدان عديدة من العالم.
وبالنسبة للعراق القديم فقد استطاع السومريون توحيد مدنهم في دولة ثم لتمتد خارج جنوب العراق، زمن الملك السومري (لوكال زاكيزي) ليبدأ التاريخ والتدوين أول مرة في حياة الإنسان.
وعندما كانت بلاد ما بين النهرين دويلات متعددة تتكون كل منها من مدينة معينة وما يحيط بها من أراض قامت دولة المدن كما يسميها المؤرخون، هذه المدن تعتبر الخلية الأساسية في التنظيم السياسي وكان تأسيس المدينة عملاً الهياً، يتم بناؤها على اوامر الالهة بوصفها مركزاً للعبادة، وكان الملك يمثل الوسيط بين الالهة والبشر ونقطة التلاقي بين الأرض والسماء.
ان توسط الملك بين الالهة والبشر جعل تلقيه القوانين من الالهة ليحكم بمقتضاها بين الناس بمثابة القاضي الأعلى وتجب طاعته على الجميع كذلك يمثل الملك الكاهن الأكبر للديانة وهو الذي يدير أموال الالهة.
وعندما قويت أجهزة الدولة وتمركزت القوة بيد سلطة واحدة امكن فرض ارادتها على الجماعات المكونة لها وتمكنت من ممارسة القضاء كاملاً وتفسير وتطبيق القانون في المنازعات وإصدار احكام ملزمة يضمن تنفيذها ما للدولة من أجهزة قسر واكراه قانوني أو مادي.

'نشأة وتطور القواعد القانونية'
يرى العلماء ان فكرة القواعد القانونية ظهرت بصورة متشابهة في جميع المجتمعات البدائية بشكل احكام الهية، أصبحت فيما بعد قواعد عرفية غير مكتوبة، بعدها استقرت على ما هي عليه ليغدو التشريع اوامر مكتوبة بعد أن عرف الإنسان الكتابة.
لقد عبد الإنسان اسلافه وهذا ما جعله يخشى ارواح الموتى واعتقد بوجود الالهة وبالتالي ضرورة ارضائهم كذلك عبد الظواهر الطبيعية والغرائز والشمس والقمر واعتقد بوجود كائنات خارقة (كما أن تفكيره في اصل الإنسان والكون والوجود والعدم، ادى إلى تخيل الالهة وراء ذلك فرمز لها بأشياء أو ظواهر حسية وعبدها)..
وبعد أن تطورت الأوضاع الاقتصادية وتمركز الثروات بأيدي طبقة معينة مثل رئيس القبيلة وقواد الجيش ورجال الدين دفع إلى نشوء أجهزة اختصاصها المحافظة على امتيازات تلك الطبقات وما تتمتع به... وبما أن هؤلاء كانوا الاقرب إلى الالهة فانهم كانوا يدلون بأحكامهم ناسبيها إلى الالهة ولتتخذ بعدها القرارات القضائية شكل احكام الهية، والسبب عدم معرفة هذه الجماعات ما هو القانون الوضعي. فالقانون والدين والأخلاق كانت تختلط عموماً مع بعضها فكان منها ما هو مستمد من العرف ومن الدين وعندما اتسعت المجتمعات وتطورت وازدهرت الزراعة ظهر تنظيم قانوني جديد كالبيع والإيجار صاحبه ظهور نظام الدولة (على اثر اضعاف سلطان رؤساء العشائر أو القبائل وانتقاص سلطات رجال الدين بحيث انفصلت السلطة الدينية عن السلطة الزمنية) على اثرها بدأ ظهور القواعد القانونية المتجردة عن صفتها الالهية شيئاً فشيئاً زمن (البابليين والاشوريين والمصريين القدماء تمكن بعض الملوك من التخلص من نفوذ رجال الدين).
وقد كان للكتابة اثرها في الحفاظ على القواعد القانونية من الضياع وضمان تطبيقها بمختلف أجزاء الدولة التي تتعدد مراكز القضاء فيها.
المدونات القانونية في بلاد ما بين النهرين
المدونات القانونية القديمة هي صورة امينة وصادقة للحياة السياسية والاجتماعية للمجتمع الذي ظهرت فيه وما وصل إليه من درجة حضارية. كما أن التدوين يرتبط بظهور الكتابة.. وهذا لا يعني ان ارتباط التشريع بالكتابة بوصفه مصدراً للقاعدة القانونية.
ويرى كثير من الباحثين ان هناك أسباباًَ كثير ة للتدوين منها:-
1- اتساع رقعة الدولة وازدياد عدد السكان على نحو يتعذر معه انفراد شخص واحد بمهمة القضاء.
2- توحيد القوانين الواجبة التطبيق بعد اندماج دويلات (المدينة الدولة) في بلاد ما بين النهرين.
3- التدوين يحفظ القواعد القانونية من الضياع والتحريف.
4-التدوين ييسر على القاضي تطبيق القانون وتفسيره.
5- التدوين وسيلة لنشر القانون بين الناس. وماعثر عليه من ألواح ورقم طينية في العراق ازاح النقاب عن حضارة رائعة تستند إلى احترام حقوق الإنسان ويعتز ملوكها بانهم حراس عدل وان الضعيف في عهدهم لا يترك للقوي ان يستلب حقه.
(ومما لا مراء فيه ان يكون تدوين القوانين والانظمة القانونية والاجتماعية في تثبيت الأعراف الاجتماعية التي تسير بموجبها المجتمعات معياراً اوثق في تقييم مستوى تلك الحضارة العمراني ودالة ومؤشراً حضارياً على توطيد التنظيم الاجتماعي وتغلغل روح النظام والقانون والتماسك الاجتماعي). وما جاء من شرائع وقوانين لحضارة ما بين النهرين تؤكد أولى الخطوات والمحاولات الإنسانية في المسيرة التارخية الطويلة عبر العصور للوصول إلى تنظيم مجتمع متحضر قبل أكثر من أربعة آلاف عام.
ورغم اختلاف الباحثين في سبق الحضارات الا ان الأسس والمقومات الحضارية التي يقوم عليها كيان المجتمعات المتحضرة ظهرت في حضارة وادي الرافدين قبل جميع الحضارات القديمة.
والشرائع العراقية القديمة تسبق أقدم ما معروف من شرائع وقوانين في سائر المجتمعات والحضارات الأخرى بعشرات القرون ” فلم تصلنا شريعة واحدة كاملة من وادي النيل تسبق القرن الخامس ق.م اما القانون اليوناني فلا يتعدى تدويته القرن السادس ق. م والقانون الروماني القديم أو الألواح الاثنى عشر يرجع تاريخها إلى القرن الخامس ق. م اما مجموعة القوانين الرومانية الجستنيانية فتعود إلى القرن السادس الميلادي“ مما يؤكد ان القوانين المدونة في الفترة السومرية القديمة جداً يمكن البناء عليها استنتاجاً على وجود أنظمة وشرائع منذ فجر السلالات وان ما قام به حاكم (لكش) (اوروكاجينا) من اصلاحات قانونية تفترض حتماً وجود مجموعة من التشريعات والأعراف أقدم منها.. وهذه الإصلاحات يعود تاريخها إلى سنة (2355 ق. م) وهي أقدم الإصلاحات الاجتماعية والاقتصادية المعروفة في تاريخ البشرية إضافة إلى ما عثر عليه من رقم طينية تقيم تلك الإصلاحات وتؤكدها.
وفي العودة إلى أسباب الإصلاحات نجد ان دولة (لكش) يوم ذاك ازدهرت حضارياً وقويت عسكرياً وهذا ما جعلها تدخل معارك مع جاراتها من دويلات وما ينتج عنها من انتصارات صاحبها تدفق غنائم وكثرة موارد اقتصادية واتساع أراضيها الزراعية وطاقاتها البشرية، ادى إلى ارتفاع مستوى المعيشة فيها، سبب هذا نوعاً من الترف نتج عنه كسل وركود الجأ المتسلطين في المجتمع إلى استخدام وسائل ابتزاز للحفاظ على مستواهم المعاشي المرتفع، فدب الفساد وعمت الفوضى لذا استدعى من (اوروكاجينا) القيام باصلاحاته لانه (يخاف الالهة ويحترم املاكها).
ولتحقيق عدالة السماء فان الإصلاح شكل ايقاف ما يقوم به الاقوياء من اعتداء على الضعفاء والتنديد بذلك إضافة إلى وضعه الالهة حكاماً وحراساً على الناس والاملاك، وخفض الضرائب وجعل جرايات دائمة لاصناف الكهنة والموظفين والحرفيين وكذلك العميان.